# Muhara
Muhara (lat. Amanita muscaria) otrovna je i psihoaktivna gljiva stapčarka iz roda Amanita. Sadrži muskimol, ibotensku kiselinu i muskarin. Slične su joj panterovka (Amanita pantherina) i zelena pupavka (Amanita phalloides). Šeširić joj je crven sa belim tačkama, koje su lepljive i ispiraju se kišama, te se često može pomešati sa blagvom. Razmnožava se polno bazidiosporama koje se nalaze u bazidijama ispod šeširića.

## Rasprostranjenost
Muhare rastu u Evropi, Americi i Africi od juna do kasne jeseni u brezovim, ali i u mešovitim šumama i na sunčanim proplancima.

## Opis plodnog tela
Klobuk je prečnika do 20cm. Intenzivne crvene boje, pokriven brojnim, sitnim, belim ostacima opšteg veluma (omotača). Ostaci veluma koji podsećaju na krpice su nejednake veličine. Kod mladih primeraka klobuk je zaobljen. Ponekad se mogu sresti primerci sa narandžastim klobukom i bez belih krpica. Listići su gusti, beli i slobodni (nisu pričvršćeni za dršku). Drška je visoka (oko 25cm) i tanka (oko 3cm) sa jasno izraženim belim prstenom. U osnovi ima bulbu. Meso je bele boje, ispod kožice šešira narandžasto.

## Značaj za čoveka
U slučaju obilne kiše, može se dogoditi da se bele tačkice isperu sa crvenog šeširića, nakon čega muhara podseća na jestivu blagvu. Simptomi trovanja muharom zavise od količine pojedenog mesa ove gljive te variraju od mučnine, bolova u stomaku i grčeva, pa do povraćanja, poremećaja ponašanja i prestanka disanja. Trovanje muharom najčešće nije smrtonosno jer se većina simptoma može ublažiti lekovima.
Mada otrovna, takođe se smatra da u severnoj Evropi, kao i u delovima Rusije, raste jestiva podvrsta, ali pod uslovom da joj se crvena kora oguli. Takve podvrste postoje i u južnoj Evropi. Pravilo važi za mlade primerke, jer kod starijih gljiva otrov prelazi u meso. Muhara u sebi sadrži nekoliko otrovnih materija, koje imaju različita dejstva u ljudskom organizmu. To su muskarin, muscimol, alfa-amanitin, falatoksin i ibotenska kiselina. Smrtni slučajevi su retki.

## Simptomi trovanja
Ibotenska kiselina i muscimol (halucinogen) izazivaju povraćanje, zbunjenost i pospanost. Simptomi se obično pojave pola do dva sata nakon konzumacije. To stanje traje nekoliko sati. Muskarin, ponekada smrtonosan, može izazvati prestanak rada disajnih organa. Alfa-amanitin, smortonosan, izaziva oštećenje jetre nakon jednog do tri dana nakon konzumacije. Od njega do pola dana simptoma nema, nakon čega usleđuje bol u želucu. Smrtnost je između 10 i 15 posto. Falotoksin izaziva nadražaje u stomaku, dok alfa-amanitin izaziva znojenje, suzenje očiju i otežano disanje.

## Mikroskopija
Spore su eliptične do jajaste, neamiloidne, 9−12×6,5−9 µm. Otisak spora je bele boje.

## Taksonomija i imenovanje
Smatra se da naziv pečurke na mnogim evropskim jezicima potiče od njene upotrebe kao insekticida kada se poprska u mleku. Ova praksa je zabeležena u delovima Evrope koji govore germanske i slovenski jezike, kao i u regionu Vogeza i pojedinim lokacijama drugde u Francuskoj i Rumuniji.‍:198 Albert Veliki je prvi koji je to zabeležio u svom delu De vegetabilibus izvesno vreme pre 1256. godine, komentarišući vocatur fungus muscarum, eo quod in lacte pulverizatus interficit muscas, „to se naziva se muharom, jer se u vidu mlečnog praha koristi za ubijanje muva“.
Flamanski botaničar iz 16. veka Karl Kluzius praksu prskanja u mleko pratio je do Frankfurta u Nemačkoj, dok je Karl Line, „otac taksonomije“, to prijavio iz Smolanda na jugu Švedske, gde je živeo kao dete. On je to opisao ga je u drugom tomu svog dela Species Plantarum 1753. godine, dajući toj pečurki ime Agaricus muscarius,Agaricus muscarius, botaničko ime koji potiče od latinskog musca sa značenjem „muva“. Sadašnje ime stekla je 1783. godine, kada ju je Žan Batist Lamark stavio u rod Amanita, ime koje je 1821. godine odobrio „otac mikologije“, švedski prirodnjak Elijas Magnus Fris. Datum početka svih mikota bio je utvrđen opštim sporazumom kao 1. januar 1821. godine, kao datum Frisovog rada, te je puno ime tada bilo Amanita muscaria (L.:Fr.) Huk. Izdanje Međunarodnog plavilnika o botaničkoj nomenklaturi iz 1987. godine promenilo je pravila o datumu početka i primarnom radu za imena gljiva, a imena se sada mogu smatrati važećim još od 1. maja 1753. godine, do datuma objavljivanja Lineovog dela. Otuda se Line i Lamark sada uzimaju za imenioci Amanita muscaria (L.) Lam.
Engleski mikolog Džon Ramsbotom izvestio je da se Amanita muscaria koristila za uklanjanje buba u Engleskoj i Švedskoj, a bug agaric je bio staro alternativno ime za tu vrstu. Francuski mikolog Pjer Bulijar izvestio je da je bezuspešno pokušao da replikuje njena svojstva ubijanja muva u svom delu Histoire des plantes vénéneuses et suspectes de la France (1784) i zbog toga je predložio novo binomno ime Agaricus pseudo-aurantiacus. Jedno jedinjenje izolovano od gljive je 1,3-diolein (1,3-di (cis-9-oktadecenoil) glicerol), koje privlači insekte. Pretpostavlja se da muve namerno traže muharu zbog njenih opojnih svojstava. Jedan alternativni derivat predlaže da se pojam muva-ne odnosi na insekte kao takve, već na delirijum koji je rezultat konzumiranja gljive. Ovo se zasniva na srednjovekovnom verovanju da muve mogu ući čoveku u glavu i izazvati mentalne bolesti. Čini se da je nekoliko regionalnih imena povezano sa ovom konotacijom, što znači „luda“ ili „glupa“ verziju visoko cenjene jestive pečurke Amanita caesarea. Otuda postoji oriol foll „ludi oriol“ na katalonskom, mujolo folo iz Tuluza, concourlo fouolo iz departmana Averon u južnoj Francuskoj, ovolo matto iz Trentina u Italiji. Lokalno dijalekatsko ime u Friburgu u Švajcarskoj je tsapi de diablhou, što se prevodi kao „Đavolja kapa“.

### Klasifikacija
je tipska vrsta roda. Po analogiji, to je takođe tipska vrsta podroda Amanita, kao i sekcije Amanita unutar ovog podroda. Podvrsta Amanita podroda Amanita uključuje sve pripadnike Amanita sa inamiloidnim sporama. Amanita sekcije Amanita uključuje vrste sa neujednačenim univerzalnim ostacima vela, uključujući volvu koja je svedena na niz koncentričnih prstenova, i ostatke vela na kapi u niz mrlje ili bradavice . Većina vrsta u ovoj grupi takođe ima lukovicu. Amanita sekcija Amanita se sastoji od A.&nbsp;muscaria i njenih bliskih rođaka, uključujući A.&nbsp;pantherina (kapa pantera ), A.&nbsp;gemmata, A.&nbsp;farinosa, i A.&nbsp;xanthocephala. Savremeni taksonomisti gljiva klasifikovali su Amanita muscaria i njene srodnike na ovaj način na osnovu bruto morfologije i inamiloidije spora. Dve nedavne molekularne filogenetske studije potvrdile su ovu klasifikaciju kao prirodnu.

## Galerija
- Belom tačkom (bele tacke su ostaci ovoja iz kog gljiva raste)
- Мухара, Музеј Републике Српске

## Literatura
- Allegro, John (2009). The sacred mushroom and the cross (40th anniversary изд.). Crestline, CA: Gnostic Media. ISBN 978-0-9825562-7-6.
- Arora, David (1986). Mushrooms demystified: a comprehensive guide to the fleshy fungi (2nd изд.). Berkeley: Ten Speed Press. ISBN 978-0-89815-169-5.
- Benjamin, Denis R. (1995). Mushrooms: poisons and panaceas—a handbook for naturalists, mycologists and physicians. New York: WH Freeman and Company. ISBN 978-0-7167-2600-5.
- Letcher, Andy (2006). Shroom: A Cultural history of the magic mushroom. London: Faber and Faber. ISBN 978-0-571-22770-9.
- Ramsbottom, J. (1953). Mushrooms & Toadstools. Collins. ISBN 978-1-870630-09-2.
- Furst, Peter T. (1976). Hallucinogens and Culture. Chandler & Sharp. стр. 98–106. ISBN 978-0-88316-517-1.
- Geml J; Laursen GA; O'Neill K; Nusbaum HC; Taylor DL (јануар 2006). „Beringian origins and cryptic speciation events in the fly agaric (Amanita muscaria)” (PDF). Molecular Ecology. 15 (1): 225—39. CiteSeerX 10.1.1.420.2327 . PMID 16367842. S2CID 10246338. doi:10.1111/j.1365-294X.2005.02799.x. Архивирано из оригинала (PDF) 2011-07-16. г.
- Geml, J.; Tulloss, R. E.; Laursen, G. A.;  . (2008). „Evidence for strong inter- and intracontinental phylogeographic structure in Amanita muscaria, a wind-dispersed ectomycorrhizal basidiomycete” (PDF). Molecular Phylogenetics and Evolution. 48 (2): 694—701. PMID 18547823. doi:10.1016/j.ympev.2008.04.029. Архивирано из оригинала (PDF) 2009-03-26. г. Приступљено 2009-10-28.
- Tulloss, R. E. (2012). „Amanita breckonii Ammirati & Thiers”. Studies in the Genus Amanita Pers. (Agaricales, Fungi) – Tulloss RE, Yang Z-L. Приступљено 2013-02-21.
- Tulloss, R. E. (2012). „Amanita gioiosa S. Curreli ex S. Curreli”. Studies in the Genus Amanita Pers. (Agaricales, Fungi) – Tulloss RE, Yang Z-L. Приступљено 2013-02-21.
- Tulloss, R. E. (2012). „Amanita heterochroma S. Curreli”. Studies in the Genus Amanita Pers. (Agaricales, Fungi) – Tulloss RE, Yang Z-L. Приступљено 2013-02-21.
- „Amanita muscaria var. inzengae - Amanitaceae.org - Taxonomy and Morphology of Amanita and Limacella”. www.amanitaceae.org (на језику: енглески).

## Spoljašnje veze
- Webpages on Amanita species by Tulloss and Yang Zhuliang
- Amanita on erowid.org
- Aminita muscaria, Amanita pantherina and others (Group PIM G026) by IPCS INCHEM

|  | Opis gljive u ovom članku nije potpun niti je dovoljan za korektnu i sigurnu identifikaciju gljive. Nepažnjom vrlo lako se jestive gljive mogu pomešati sa otrovnim. Ukoliko se pojedu otrovne umesto jestivih gljiva, može doći do teških oštećenja pojedinih organa, ili do smrti onog koji ih je pojeo. Ako želite da skupljate gljive, ne preporučuje se korišćenje opisa iz ovog članka za prepoznavanje, već da se obavestite o izgledu i načinu prepoznavanja kod nekog stručnjaka za gljive. |